# ديلروي جيمس
ديلروي جيمس (بالإنجليزية: Delroy James) مواليد 4 مايو 1987 في غيانا، هو لاعب كرة سلة أمريكي. بدأ مسيرته الاحترافية في سنة 2011. يلعب في الدوري التركي لكرة السلة.

## المسيرة الاحترافية
لعب مع أوكلاهوما سيتي بلو في سنة 2012، ثم لعب مع نيو باسكت برينديزي في الدوري الإيطالي من سنة 2013 إلى 2015، ثم لعب مع ينسي كراسنويارسك في الدوري الروسي في موسم 2015–2016، ثم لعب مع بالاكانسترو ريجيانا في الدوري الإيطالي في موسم 2016–2017.

## روابط خارجية
- ديلروي جيمس على موقع الدوري الإسباني لكرة السلة (الإسبانية)
- ديلروي جيمس على موقع كرة السلة الأوروبية.كوم (الإنجليزية)
- ديلروي جيمس على موقع كلية كرة السلة في سبورتس رفرنس.كوم (الإنجليزية)
- ديلروي جيمس على موقع ريلجم (الإنجليزية)
- ديلروي جيمس على موقع بروبوليرز (الإنجليزية)
- ديلروي جيمس على موقع سبورتس رفرنس (الإنجليزية)
- ديلروي جيمس على موقع سبورتس رفرنس (الإنجليزية)